# No Good for Me
No Good for Me is de debuutsingle van de Nederlandse zangeres Lisa Hordijk, beter bekend als Lisa Lois. Ze won de tweede versie van het Nederlandse televisietalentenjachtprogramma X-Factor in 2009. Voor dit nummer werkte ze samen met onder anderen de Engelse Pixie Lott. Op 13 november dat jaar kwam de single uit in Nederland.

## Hitnotering
| "No Good for Me" in de Nederlandse Top 40 - binnen: 07-11-2009 | "No Good for Me" in de Nederlandse Top 40 - binnen: 07-11-2009 | "No Good for Me" in de Nederlandse Top 40 - binnen: 07-11-2009 | "No Good for Me" in de Nederlandse Top 40 - binnen: 07-11-2009 | "No Good for Me" in de Nederlandse Top 40 - binnen: 07-11-2009 | "No Good for Me" in de Nederlandse Top 40 - binnen: 07-11-2009 |
| Week                                                           | 1                                                              | 2                                                              | 3                                                              | 4                                                              |                                                                |
| -------------------------------------------------------------- | -------------------------------------------------------------- | -------------------------------------------------------------- | -------------------------------------------------------------- | -------------------------------------------------------------- | -------------------------------------------------------------- |
| Nummer                                                         | 28                                                             | 26                                                             | 36                                                             | 40                                                             | uit                                                            |